# Völkischer Block
Völkischer Block was een Duitse extreemrechtse splinterpartij die in de jaren twintig van de twintigste eeuw kort bestond.
Het Völkischer Block was in 1924 opgericht door Anton Drexler ter vervanging van de NSDAP die Drexler tevens had opgericht. De nazi's waren door de rechter verboden na een mislukte putsch (staatsgreep) in München, onder leiding van Adolf Hitler.
Voor het Völkischer Block werd Anton Drexler in de Beierse Landdag (parlement van Beieren) gekozen. De partij zou later worden opgenomen in het nationaalsocialisme.